# 汕头海湾农村商业银行
汕头海湾农村商业银行是汕头市的一家农村商业银行，支行及分理处分布于金平、龙湖、濠江三区。

## 历史
汕头市区内的农信社始建于1953年。
1983年10月， 经中国人民银行批准，汕头市金砂、下蓬、珠池、岐山、𬶍浦、𬒈石、达濠7个农村信用合作社，入股组成汕头经济特区农村信用合作社联合社（简称汕特联社），此时由农业银行管理。
1988年，汕特联社一度撤并，3年后恢复设立。
1995年1月，河浦农村信用社划归汕特联社管理，至此，汕特联社管辖的法人机构有8个，网点总数达到86个，从业人数456人。
1996年12月31日，汕特联社与中国农业银行汕头分行脱离行政隶属关系。
90年代末，汕头地方金融系统爆发财务危机，汕特联社也因此累积巨额坏账，此后很长一段时间处于资不抵债的情况。因此一度错过“统一法人农信联社”的前两轮改革，只得维持二级法人结构，依靠占用人民银行紧急再贷款维持经营，属于严重高风险机构，成为区域金融风险突出隐患。
2019年，广东省委、省政府提出通过引入汕头市国企和民企作为战略投资者，对汕特联社进行专项票据发行和兑付、统一法人、改制农商行“三合一”的改革方案。改制过程中，央行专项票据给予扶持资金6.17亿元。汕头市政府拿出真金白银，按照与中央支持资金1:1比例，无偿捐赠现金6.17亿元。同时，按照方案，银保监局广东分局指导战略投资者入股，引入汕头市4家国企和2家民企，投入资金近30亿元，帮助汕特联社化解风险、补充资本；并鼓励从外部引入专业人才和高管。2020年2月，国务院批准同意改革方案，该方案将汕特联社和下属八家二级社（金砂、下蓬、珠池、岐山、𬶍浦、𬒈石、达濠，河浦）彻底合并，新设一家农村商业银行。
2020年11月21日，由全国农信系统最后一家二级法人联社——汕特联社及下属八个二级社新设合并的汕头海湾农村商业银行挂牌成立。这标志着二级法人农信社退出历史舞台。